# Daan Van Gijseghem
Daan Van Gijseghem (Oudenaarde, 2 maart 1988) is een Belgisch voetballer die doorgaans in het centrum van de verdediging speelt.

## Carrière

### Jeugd
Daan Van Gijseghem begon als 7-jarige bij de jeugd van VV Horebeke. Nadien speelde de jonge verdediger nog voor jeugdploegen van KSK Ronse en AA Gent alvorens bij eersteklasser Excelsior Moeskroen te belanden.

### Excelsior Moeskroen
Tijdens het seizoen 2004/05 debuteerde de 17-jarige Van Gijseghem in het eerste elftal van Moeskroen. Op 3 april 2005 startte hij in de basis van de gewonnen thuismatch tegen KVC Westerlo. Hij zou weliswaar maar in maar één andere match meespelen in dat seizoen. In het seizoen 2005/06 speelde hij alles tezamen in 6 wedstrijden mee, verspreid over het seizoen. Op 3 december 2005 maakte hij op het veld van Sint-Truidense VV een own goal. Excelsior won desalniettemin met 3-6.
In zijn derde jaar bij Moeskroen ontpopte de 18-jarige speler er zich tot een vaste waarde. Hij speelde maar liefst 32 van de 34 competitiematchen en zo goed als iedere match speelde hij van begin tot einde. Hij pakte in dat seizoen 4 gele kaarten. In het daaropvolgende seizoen had hij, zeker in de eerste helft ervan, de grootste moeite om geselecteerd te geraken. Hij speelde op speeldag 1 en speeldag 9. Op speeldag 14 mocht hij voor een derde maal in dat seizoen spelen en vanaf dan speelde hij iedere nog volgende match mee als basisspeler. Op 8 maart 2008 lukte hij zijn eerste assist, namelijk in de 2-0 overwinning tegen Club Brugge. In het seizoen 2008/08 bleef hij moeiteloos zijn basisplaats behouden in de verdediging van de middenmoter. Hij speelde 31 van de 34 competitiematchen, allemaal van begin tot einde. Ook speelde hij twee matchen in de Beker van België. Opmerkelijk feit is dat hij in dit seizoen 11 gele kaarten pakte, terwijl hij er 5 pakte in de twee voorbije jaren.
In het daaropvolgende seizoen bleef Daan Van Gijseghem basisspeler en wist hij ook zijn eerste profdoelpunt te maken. Excelsior Moeskroen bevond zich weliswaar in zware financiële problemen en na drie forfaits werd het eind december 2009 failliet verklaard. Hij had er een contract tot 2010, maar wegens de financiële problemen werd de club dus tijdens het seizoen 2009/10 uit de competitie geschrapt. Van Gijseghem zocht net als de rest van zijn ploegmaats andere oorden op.

### Club Brugge
Samen met Maxime Lestienne trok hij naar de topploeg Club Brugge, toen getraind door Adrie Koster. Hij tekende er begin 2010 een contract voor 3,5 jaar. Van Gijseghem moest bij Club Brugge de concurrentie aangaan met onder meer Carl Hoefkens en Ryan Donk. Op 24 januari 2010 maakte hij zijn debuut in de match Racing Genk-Club Brugge. In minuut 60 pakte hij weliswaar de eerste rode kaart uit zijn carrière en zijn ploeg zou ook verliezen. Alles tezamen kwam hij in de tweede helft van het seizoen 2009/10 6 maal in actie voor Club Brugge, waarvan eenmaal in de beker.
In het seizoen 2010/11, zijn eerste volle seizoen bij Club, werd de 22-jarige Van Gijseghem al gauw een basisspeler. Hij speelde in 30 van de 40 matchen mee (Play-Off I incluis), evenals tweemaal in de beker. Van Gijseghem maakte op 30 september 2010 in de 86e minuut zijn Europese debuut in de groepsmatch bij Villarreal CF. Op het veld van PAOK Saloniki en thuis tegen Villarreal mocht hij de volle 90 minuten meespelen.
In het seizoen 2011/12 daalden zijn speelkansen drastisch. Nieuwe voorzitter Bart Verhaeghe deed heel wat aankopen in het verdedigende compartiment (waaronder de Zweden Fredrik Stenman en Michaël Almebäck). De rol van Van Gijseghem was er nu een van reservespeler. Eind september speelde hij mee in de 1/16e finale van de Beker van België, tegen Dessel Sport. Begin november mocht hij nog tweemaal meespelen: eenmaal in de Europa League groepsmatch tegen Birmingham City FC en eenmaal in de competitie in de verloren wedstrijd tegen Standard Luik. Verder kwam hij niet meer in actie bij Club Brugge.

### RAEC Mons
Na dit teleurstellende seizoen, waarin hij slechts driemaal op het veld stond, werd Van Gijseghem getransfereerd naar RAEC Mons, een ploeg die aan zijn tweede jaar in de eerste klasse begon na de promotie in 2011. Na in de eerste twee maanden vooral als reservespeler uit te komen, kon hij zich vanaf eind september opwerken tot basisspeler. Op 19 januari 2013 moest hij na 35 minuten al het veld, tijdens de wedstrijd tegen KV Mechelen, verlaten met een blessure. Hij zou uiteindelijk pas in april - in Play-off II - opnieuw in actie komen.
In de eerste helft van het seizoen 2013/14 was hij opnieuw gedurende de eerste maanden een reservespeler. Pas eind september, op de 9e speeldag, mocht hij voor het eerst meedoen (tegen zijn ex-club Club Brugge). Daarna bleef hij voor het grootste deel van het seizoen opnieuw een basisspeler. Dit kon weliswaar niet voorkomen dat zijn ploeg degradeerde naar de Tweede Klasse. Na 184 competitiematchen op het hoogste niveau, ging hij dus met zijn ploeg in de Tweede Klasse spelen. Na eenmaal mee te spelen op speeldag 6, was hij basisspeler van speeldag 10 tot en met 21. Daarna kwam Van Gijseghem niet meer in actie. Hij speelde dus maar 13 matchen mee. Alhoewel zijn ploeg 7e eindigde, werd Mons op het einde van het seizoen failliet verklaard. Dit was na Moeskroen dus de tweede maal dat hij dit meemaakte.

### Sint-Eloois-Winkel Sport
Van Gijseghem besliste, na het faillissement van Mons, om aan de slag te gaan bij Sint-Eloois-Winkel Sport. Deze ploeg was uit zijn geboortestreek en was sinds het seizoen daarvoor nieuw in de Derde Klasse.

### KSV Oudenaarde
Vanaf het seizoen 2016-2017 speelt Daan Van Gijseghem voor de ploeg van zijn geboorteplaats, KSV Oudenaarde. Hij is net zoals Dieter Van Tornhout, Robbe Van Ruykensvelde en Jaan Vanwildemeersch een speler die voordien al het blauw-zwarte shirt van Club Brugge droeg.

## Clubstatistieken
| Seizoen | Club                     | Land   | Afdeling               | Duels | Goals |
| ------- | ------------------------ | ------ | ---------------------- | ----- | ----- |
| 2004/05 | Excelsior Moeskroen      | België | Jupiler Pro League     | 2     | 0     |
| 2005/06 | Excelsior Moeskroen      | België | Jupiler Pro League     | 6     | 0     |
| 2006/07 | Excelsior Moeskroen      | België | Jupiler Pro League     | 32    | 0     |
| 2007/08 | Excelsior Moeskroen      | België | Jupiler Pro League     | 23    | 0     |
| 2008/09 | Excelsior Moeskroen      | België | Jupiler Pro League     | 31    | 0     |
| 2009/10 | Excelsior Moeskroen      | België | Jupiler Pro League     | 16    | 1     |
| 2009/10 | Club Brugge              | België | Jupiler Pro League     | 5     | 0     |
| 2010/11 | Club Brugge              | België | Jupiler Pro League     | 30    | 0     |
| 2011/12 | Club Brugge              | België | Jupiler Pro League     | 1     | 0     |
| 2012/13 | RAEC Mons                | België | Jupiler Pro League     | 21    | 0     |
| 2013/14 | RAEC Mons                | België | Jupiler Pro League     | 17    | 0     |
| 2014/15 | RAEC Mons                | België | Tweede Klasse          | 13    | 0     |
| 2015/16 | Sint-Eloois-Winkel Sport | België | Derde Klasse           | 24    | 0     |
| 2016/17 | KSV Oudenaarde           | België | Eerste klasse amateurs | 32    | 0     |
| 2017/18 | KSV Oudenaarde           | België | Eerste klasse amateurs | 32    | 0     |
| 2018/19 | KSV Oudenaarde           | België | Eerste klasse amateurs | 32    | 0     |
| 2019/20 | KSV Oudenaarde           | België | Tweede klasse amateurs | 3     | 0     |
| Totaal  | Totaal                   | Totaal | Totaal                 | 288   | 1     |